# Walur (Pesisir Utara)
Walur is een bestuurslaag in het regentschap Lampung Barat van de provincie Lampung, Indonesië. Walur telt 889 inwoners (volkstelling 2010).